# Holden VY

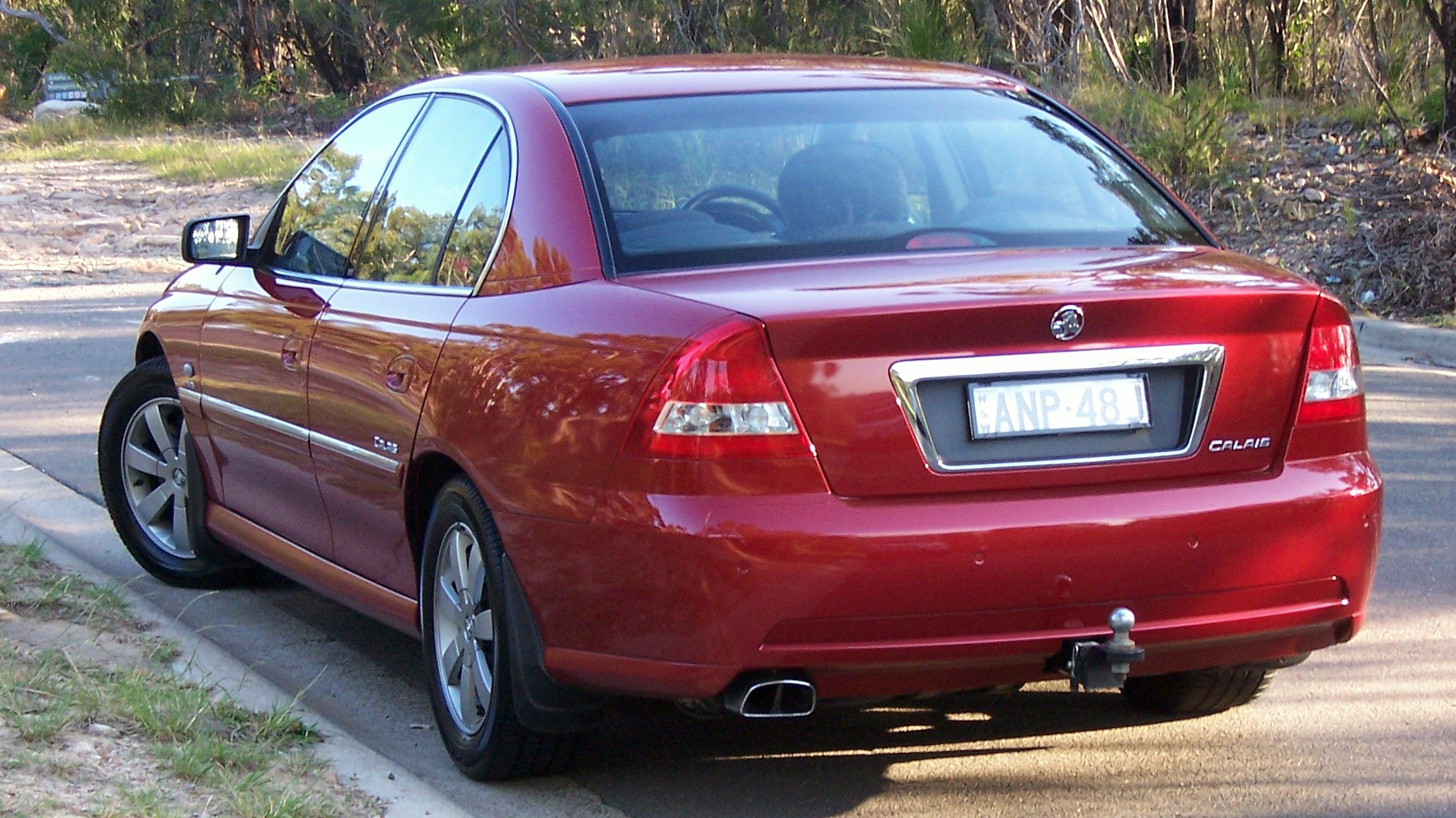
VY Calais Sedan.

De Holden VY-serie was Holdens opvolger voor de VX-serie en werd in 2002 geïntroduceerd. Het Australische automerk had hard gewerkt om die VX te verbeteren. Zowel het exterieur als het interieur van de VY waren helemaal veranderd.

## Geschiedenis
De VY-serie kreeg een nieuwe aerodynamischer carrosserie die het brandstofverbruik bij hoge snelheden drastische verlaagde. Er waren ook een hertekende grille, voorlichten en achterlichten. Verbeteringen aan het chassis zorgden voor betere prestaties, een betere wegligging en een verhoogde veiligheid. Het interieur kreeg een nieuw dashboard met een digitaal informatiescherm en een nieuw audiosysteem. Met de VY Series II in 2003 werd ook een nieuwe 5,7 liter V8-motor gelanceerd voor de modellen SS, Ute SS en SV8. Ook verscheen er in de Series II een nieuw model: de Holden Adventra. Aan deze vierwielaangedreven Cross-over was drie jaar gewerkt en 125 miljoen Australische dollar gespendeerd.

## Modellen
- Sep 2002: Holden Commodore Executive Sedan
- Sep 2002: Holden Commodore Acclaim Sedan
- Sep 2002: Holden Commodore S Sedan
- Sep 2002: Holden Commodore SV8 Sedan
- Sep 2002: Holden Commodore SS Sedan
- Sep 2002: Holden Berlina Sedan
- Sep 2002: Holden Calais Sedan
- Sep 2002: Holden Commodore Executive Wagon
- Sep 2002: Holden Commodore Acclaim Wagon
- Sep 2002: Holden Commodore SS Wagon (gelimiteerd op 500 stuks)
- Sep 2002: Holden Berlina Wagon
- Sep 2002: Holden Ute
- Sep 2002: Holden Ute S
- Sep 2002: Holden Ute SS
- Dec 2002: Holden Commodore Lumina (gelimiteerd op 3500 stuks)
- Dec 2002: Holden Berlina International Wagon (gelimiteerd op 325 stuks)
- Jan 2003: Holden Commodore HBD Lumina Sedan (gelimiteerd op 300 stuks incl. Wagon)
- Jan 2003: Holden Commodore HBD Lumina Wagon
- Mei 2003: Holden Commodore Equipe Sedan (gelimiteerd op 3500 stuks)
- Mei 2003: Holden Commodore SS Wagon
- Mei 2003: Holden Storm Ute (gelimiteerd op 1000 stuks)
- Mei 2003: Holden One Tonner
- Mei 2003: Holden One Tonner S
- Aug 2003: Holden Commodore/One Tonner ~ Series II
- Sep 2003: Holden Crewman
- Sep 2003: Holden Crewman S
- Sep 2003: Holden Crewman SS
- Sep 2003: Holden Adventra CX8 Series II
- Sep 2003: Holden Adventra LX8 Series II
- Okt 2003: Holden Commodore 25th Anniversary (gelimiteerd op 4700 stuks)
- Dec 2003: Holden Crewman Cross8
- Mei 2004: Holden Commodore SS Wagon Series II (gelimiteerd op 350 stuks)